# Ed O'Brien

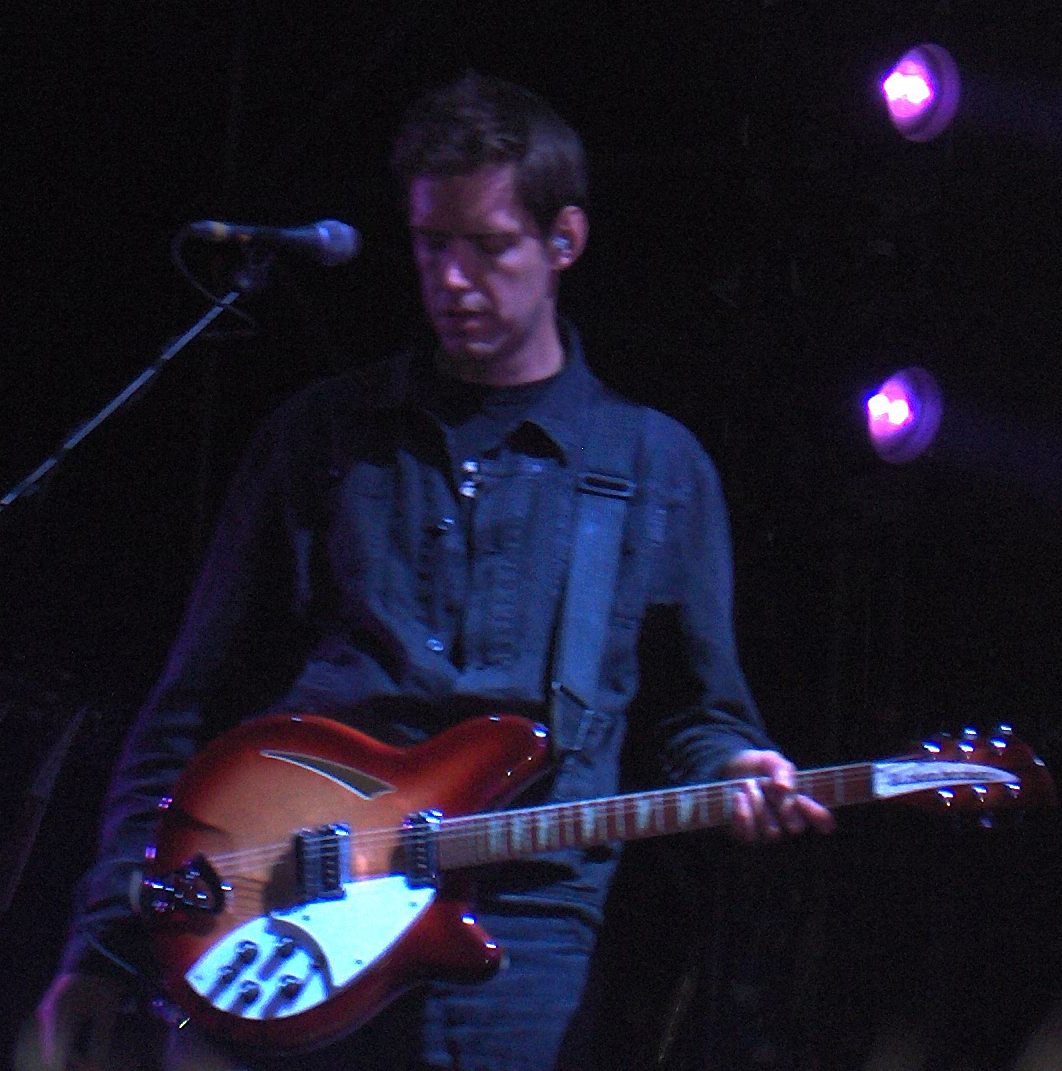
Ed O'Brien

Edward John (Ed) O'Brien (Oxford, 15 april 1968) is een Brits musicus. Hij speelt gitaar en is backing vocal bij de Britse band Radiohead.
Hij ging naar de Abingdon Boys School en daarna naar Manchester University. Daar studeerde hij economie. Voordat hij in Radiohead terechtkwam was hij al eens barman en fotograafassistent.
In 2017 bracht Fender een Ed O’Brien signature Stratocaster uit waarin een speciaal stuk sustainer-technologie is verwerkt.
Op 17 april 2020 komt zijn eerste soloalbum uit, Earth, onder de naam EOB.
- Bibliothèque nationale de France: cb14047206v (data)
- Gemeinsame Normdatei: 1209974940
- International Standard Name Identifier: 0000 0000 7841 284X
- Library of Congress Control Number: no2013085328
- MusicBrainz: 309d9809-cf74-493a-b56b-1378258f20fd
- Nationale Bibliotheek van Tsjechië: xx0084357
- Nationale Bibliotheek van Israël: 987007443087105171
- Istituto Centrale per il Catalogo Unico: DDSV191010
- Virtual International Authority File: 85858144
- WorldCat: E39PBJmtFJwPbYBH8GyM36Qpfq